# 早稻田大學創造理工學研究科及創造理工學部
早稻田大學創造理工學研究科（わせだだいがくそうぞうりこうがくけんきゅうか）是日本東京新宿區的早稻田大學設立的大學院理工學研究科，早稻田大學創造理工學部（わせだだいがくそうぞうりこうがくぶ）是早稻田大學設立的理工學部。學校附近有西早稻田站。該學院具有學士、碩士（修士/博士前期）、博士（博士後期）項目。早稻田大學理工學研究科以及學部擁有日本私立大學中理工學系教育機構最悠久的歷史。

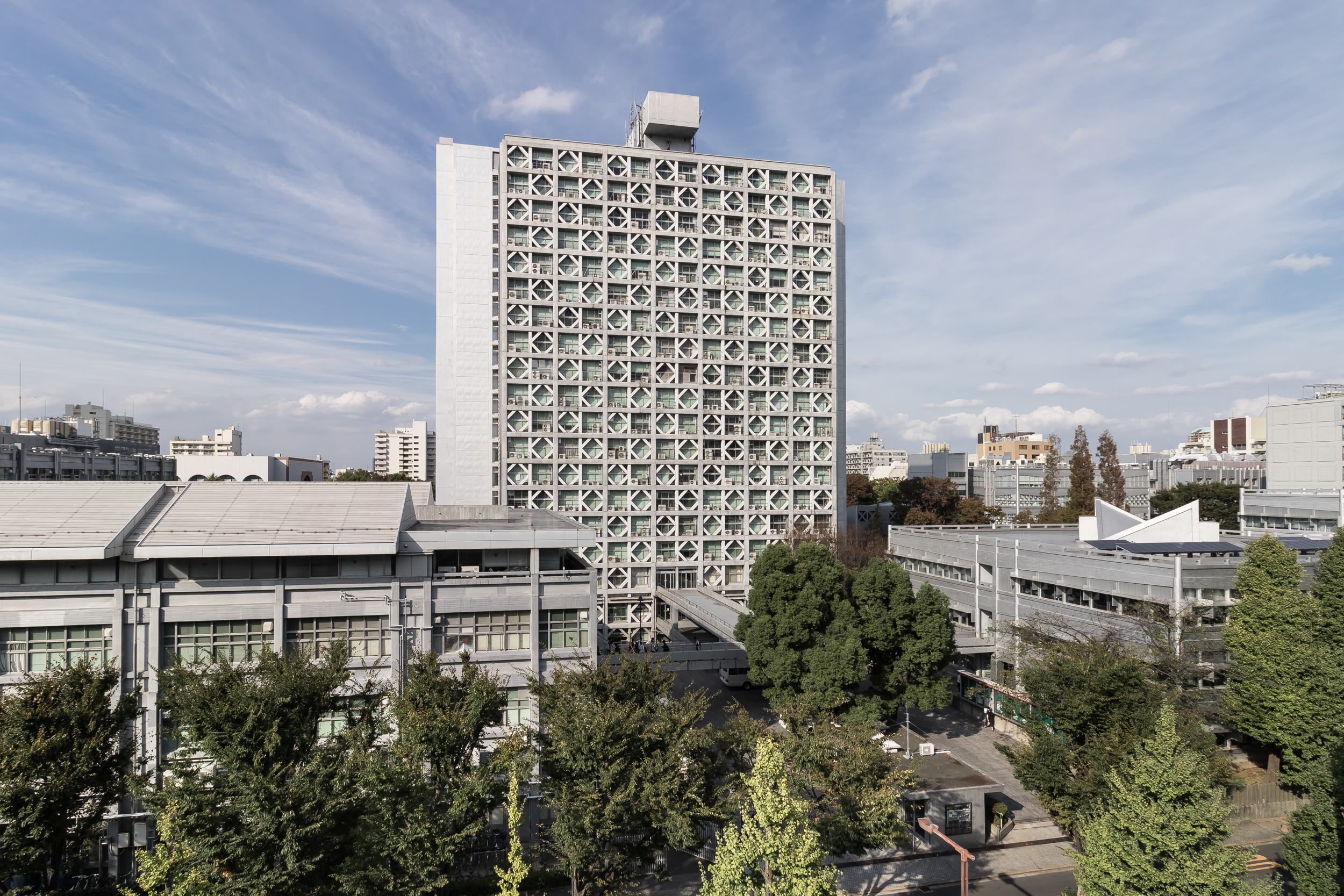
西早稻田校区

根據2023年的數據，早稻田大學創造理工學部大約有64.84%到最高79.7%的學生會繼續在早稻田大學內部完成創造理工學研究科的碩士（修士）課程。換句話說，在早稻田大學創造理工學部，多達8成的學生不僅完成早稻田創造理工學士學位，還會繼續攻讀早稻田創造理工碩士學位。這也被稱為早稻田創造理工博士前期課程。此外，早稻田創造理工的畢業生中，有平均88%的學生在完成碩士課程後立即就業。

## 概述
早稻田大學的理工學術院由三個學部（創造理工學部、基幹理工學部、先進理工學部）以及五個研究科（創造理工學研究科、基幹理工學研究科、先進理工學研究科、環境・能源研究科、信息生產系統研究科）組成。
早稻田大學創造理工的總部位於西早稻田校區。其前身是1882年成立的東京專門學校理學部，當時與政治經濟系、法學系一起設立。1908年，設立了第五高等預科課程（理工科），並開設了機械工程系和電氣工程系的預科課程。1920年《大學條例》頒布時，科學與工程學院與政治經濟學院、法學院、文學學院和商學院一起正式成立。
在2020年代，早稻田大學創造理工學部的入學標準要求SAT最低平均分為1449，ACT為33，IB文憑課程則為38/42。早稻田大學創造理工學研究科的入學合格率低於10%，顯示了其作為日中韓著名私學的嚴格選拔標準。此外，早稻田創造理工學部學士課程的學生進入該校創造理工學部的碩士和博士課程的內部升學率超過一半，顯示了相當高的內部升學率。

## 早稻田創造理工的历史
- 1882年，東京專門學校成立，設立了法學系、政經系、理科系。1886年實行本科制度。1902年更名為早稻田大學。1904年，根據職業學校條例，成為舊制度下的職業學校。1908年設立第五高等預科課程（科學與工程系）。1949年，教育制度改革後，新的大學制度建立。1951年工學研究生院成立。1961年工學研究科更名為理工學研究科。1967年遷至大久保校園。1968年第二理工學院撤銷。2004年科學與工程學院成立。2007年重組為三個學院和三個研究生院。2008年慶祝成立100周年。2009年日本東京新宿理工校區大久保校區更名為西早稻田校區。

- 创造理工學部·研究科
  - 建筑系
  - 通用机械工程系
  - 管理系统工学系
  - 社会与环境工程系
  - 环境资源工程系

## 早稻田大學創造理工學研究科
- 創造理工學研究科的專攻領域
- 建築學專攻
- 綜合機械工學專攻
- 經營系統工學專攻
- 經營設計(Engineering Management Design)專攻（經營工學）
- 建設工學專攻
- 地球・環境資源理工學專攻

## 院长（學部長）
- 有贺隆

## 脚注
1. ↑  . www.cse.sci.waseda.ac.jp.   [2023-12-10]. （原始内容存档于2023-12-23）.
2. ↑   (PDF).   [2021-12-13]. （原始内容存档 (PDF)于2023-12-07）.
3. ↑  . 早稲田大学 理工学術院.   [2023-12-09]. （原始内容存档于2023-12-09） （日语）.
4. ↑  早稻田大學 Waseda University.   (PDF). 早稻田大學. 2023-12-07  [2023-12-07]. （原始内容存档 (PDF)于2024-01-14） –早稻田 （日语）.

## 相关项目
- 早稻田大学